# Cyclobutaantetron
Cyclobutaantetron, ook wel tetraoxocyclobutaan genoemd, is een organische verbinding met de formule {\displaystyle {\ce {C4O4}}}, of met iets meer nadruk op de structuur ervan: {\displaystyle {\ce {(CO)4}}}; het viervoudige keton van cyclobutaan. Het kan gezien worden als een oxide van koolstof, het tetrameer van koolstofmonoxide.
De verbinding lijkt thermodynamisch instabiel te zijn. In 2000 was er nog geen syntheseroute bekend om deze stof in voldoende grote hoeveelheden te maken om de bestudering ervan mogelijk te maken. Wel is het kortstondig bestaan ervan aangetoond in massaspectrometrische bepalingen.

## Verwante verbindingen
Cyclobutaantetron kan beschouwd worden als het ongeladen evenbeeld van het sqaraat-ion, {\displaystyle {\ce {C4O4^{2-}}}}, dat wel stabiel is en beschreven is sinds 1959.
De verbinding octahydroxycyclobutaan of cyclobutaanoctaol, {\displaystyle {\ce {C4(OH)8}}}, wordt soms beschreven als "gehydrateerd tetraoxocyclobutaan".